# Apple Watch Series 4
Apple Watch Series 4是蘋果公司推出的第四代Apple Watch智慧手錶，在2018年9月12日的Apple Special Event上发布。屏幕變成弧形而增大了顯示面積。

## 简介

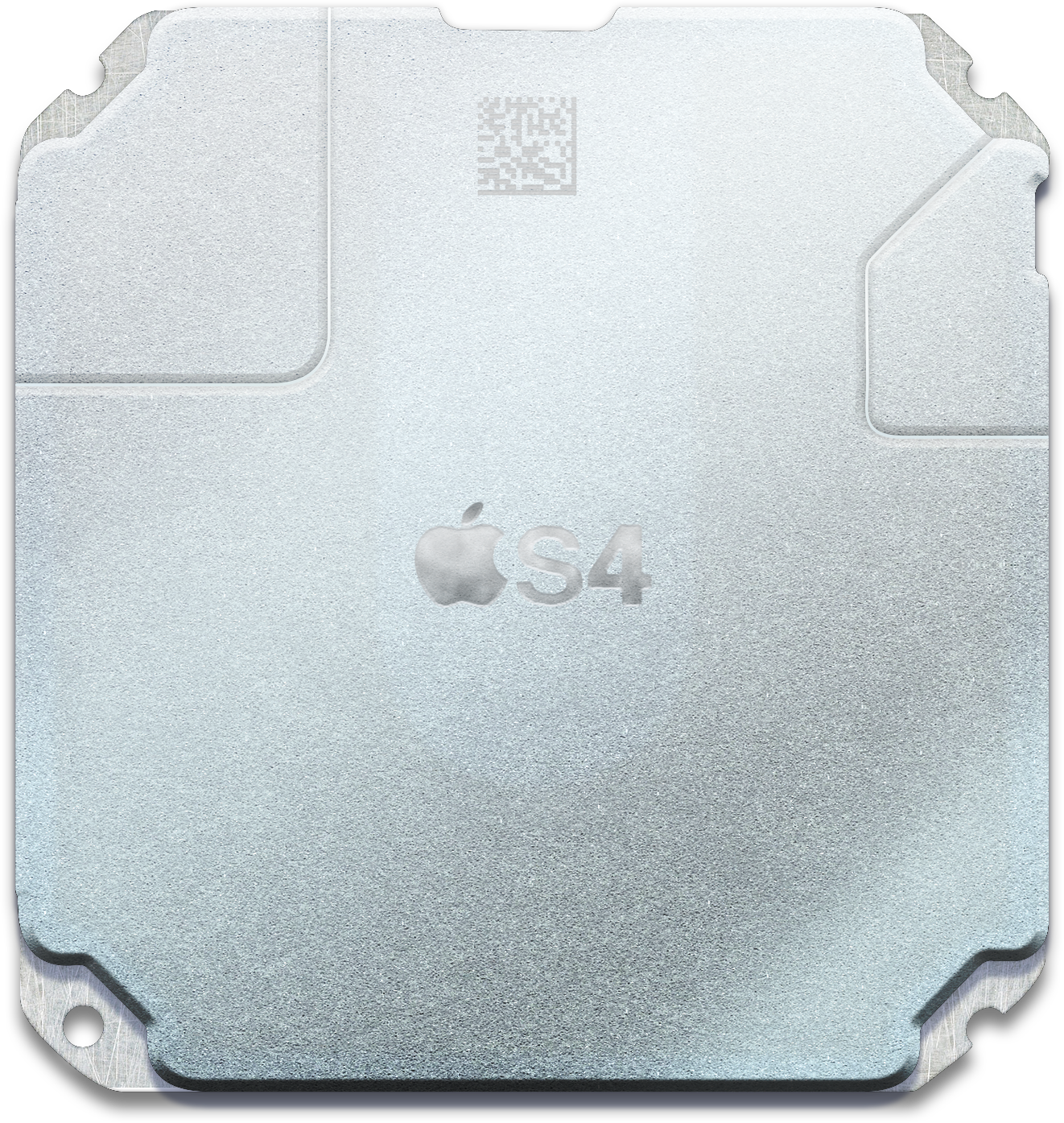
Apple S4处理器

Apple Watch Series 4采用了Apple S4双核处理器，苹果公司声称该处理器的性能可以达到S3的两倍。它还拥有16GB的存储空间，比Series 3更大的显示屏，以及一个新的电子心脏传感器，可以在30秒内测量心电图。心电图系统已经获得了美国食品药品监督管理局的许可，这是第一个用于消费设备的许可，并得到了美国心脏协会的支持。Series 4还支持摔倒检测，并将自动联系紧急服务，除非用户取消呼叫。

## 评价

### 媒体评价
媒体对这款手表的评价大多是正面的。TechRadar给它打了4.5分，称其为顶级的智能手表，但同时批评其电池续航时间短。Digital Trends给它打了5分，称它是苹果最好的产品，称赞了它的设计、制造质量和软件等，但同样批评了它的电池寿命。CNET给出了8.2/10的评分，称其为“最全面的智能手表”，同时对其电池寿命和只有少量表盘选项提出了批评。T3给这款手表打了5分，称其为“真正的下一代智能手表”，因为与Series 3相比，它的机身更薄，屏幕更大，而且还有更全面的健康功能。

### 商业评价
2018年，Apple Watch Series 4售出了1150万台，是2018年最畅销的智能手表。